# Augustenborg
Augustenborg (tysk: Augustenburg) er en havneby på Als med 3.118 indbyggere  (2025), beliggende 18 km sydøst for Nordborg, 9 km sydvest for Fynshav og 8 km nordøst for Sønderborg. Byen hører til Sønderborg Kommune og ligger i Region Syddanmark.
Byen er vokset op omkring Augustenborg Slot, som var hjemsted for hertugen. Byens gamle kerne består endnu af de hvide huse, som husede slottets ansatte ved hoffet, samt administrative funktioner som hørte til hertugdømmet. Byen var således oprindeligt en administrations by, som kun havde meget lidt til fælles med de omkringliggende landsbyer. Først med hertugens forsvinden åbnede byen sig for nye udstykninger.

## Sogn og kirke
Størstedelen af Augustenborg hører til Augustenborg Sogn, mens resten hører til Ketting Sogn. Augustenborg Slotskirke fra 1775, som er en del af Augustenborg Slot, er nu sognets kirke, men indtil 1852 var den forbeholdt hertugfamilien og dens hoffolk, så byens øvrige indbyggere måtte bruge Ketting Kirke 3 km nordøst for byen.
Ved Møllegade 1 km øst for kirken ligger Augustenborg kirkegård. Den blev indviet i 1848, da Ketting kirkegård var for lille til de faldne fra Treårskrigen. Der er 69 gravsteder og en fællesgrav fra de to slesvigske krige, alle fredede. Siden 1870 er kirkegården også blevet brugt til de civile begravelser i sognet.

## Havnen
Byen ligger ved den inderste del af Augustenborg Fjord. En vejdæmning afskærer den østligste del af fjorden, som hedder Lillehav. Vest for dæmningen ligger på nordsiden den tidligere erhvervshavn med Korn- og Foderstofkompagniets høje silo, som dominerer byens ellers lave bebyggelse. På sydsiden ligger Augustenborg Yachthavn, som foruden sanitære faciliteter har legeplads og grillplads. Til havnen hører også et værft med en travelift.

## Faciliteter
- Augustenborg Skole har 429 elever, fordelt på 0.-9. klassetrin. Der er SFO for elever i 0.-2. årgang og fritidsklub for elever i 3.-6. årgang.[2]
- Byen har tre kommunale daginstitutioner: Kernehuset (børnehave + vuggestue med åben til kl. 18.00), Bro Børnehus og Børnehaven Augusta. I 2020/2021 flyttes dagtilbud hen på Augustenborg Skole.
- Tæt ved skolen ligger biblioteket og Augustenborghallerne med 2 idrætshaller, kultursal, motionscenter, skydebaner, cafeteria og møde/kursuslokaler.[3]
- Byen har også et ridecenter.
- Plejecenter Amaliehaven blev bygget i 2013 i udkanten af byen. Centret har 60 boliger, fordelt på 5 afdelinger. Bag plejecentret er der opført 20 ældreboliger.[4]
- Fjordhotellet har 8 værelser og festlokaler til 100 gæster.[5]
- Byen har dagligvareforretninger, bl.a. pizzeriaer, lægehus, tandlæger, apotek og blomsterhandel.

## Historie

### Brovold
Øst for Augustenborg Fjord ved Bro ligger resterne af det ca. 2 hektar store borganlæg "Brovold", som vidner om bebyggelse og liv på stedet før hertugerne kom til området. Borgen er anlagt i den tidlige middelalder og fungerede indtil omkring år 1200. Inden for volden har der ligget en bebyggelse. Også uden for voldene er der registreret bebyggelsesspor. Der er fremkommet spor af grubehuse ved vejudvidelser syd og øst for voldstedet. Der findes antageligt bebyggelsesspor hele vejen uden for volden mod syd og øst. Volden bestod af lavdelt ler i forskellige blandinger. Der var ikke brugt nogen form for tømmerkonstruktion til at sikre volden. Fronten og bagsiden var forstærket af græstørv, der lå totalt formuldet. Voldgraven har aldrig været vandfyldt. I årene 1931-33 foretog lederen af museet på Sønderborg Slot en undersøgelse, der påviste adskillige huse af ret ens type, affaldsgruber, stenlægning og mange genstande.

### Augustenborg Slot
I 1651 solgte Kong Frederik 3. Stavnsbøl Birk til hertug Ernst Günther (1609-89). Samme år giftede denne sig med sin kusine prinsesse Augusta. I 1660 blev den bedste gård i det gamle Stavnsbøl nedlagt for at give plads til et nyt herresæde, opkaldt efter hertuginden. Siden forsvandt resten af Stavnsbøl for at give plads for en ny avlsgård m.m. Ved opkøb udvidede Ernst Günther godset på Als ganske betydeligt. Der blev bygget huse til slottets hof og personale og byen udviklede sig omkring slottet. Både slottet og byen har fået sit navn efter hertuginde Augusta (1633-1701). Det nuværende Augustenborg Slot blev opført i 1776. I 1730 havde byen ca. 40 huse, i 1796 ca. 66.
I foråret 1848, da hertugfamilien var flygtet på grund af Treårskrigen, blev slottet, palæet og præsteboligen taget i brug som feltlazaret for omkring 1000 sårede. Efter 1850 blev slottet og de tilhørende bygninger blandt andet brugt til kaserne, sygehus og fra 1878 til tysk kvindeseminarium. Byen havde 531 indbyggere i 1860, 762 i 1921 og 1926 i 1960.
Efter Genforeningen i 1920 blev slottet overtaget af den danske stat, og i 1932 blev det psykiatrisk hospital, som man savnede i Sønderjylland fordi det psykiatriske hospital nu lå syd for grænsen. 1. september 2015 flyttede hospitalet til Aabenraa Sygehus.
Som led i udflytningen af statslige arbejdspladser i 2015 flyttede Landbrugsstyrelsen i 2016-17 ca. 300 arbejdspladser fra København til Augustenborg Slot.

### Amtsbanerne på Als
Amtsbanerne på Als blev åbnet i 1898 og nedlagt i 1933. Augustenborg havde trinbræt med sidespor (tysk: Haltestelle) på strækningen Sønderborg-Nordborg. Navnet Banegårdsgade minder stadig om hvor stationsbygningen lå, men den er revet ned efter at den i en periode var rutebilstation. Fra Banegårdsgade til øst for Krum-om går den 1 km lange asfalterede Lillehavsti på amtsbanens tracé.

### Genforeningssten
I den nordlige ende af vejdæmningen, der adskiller fjorden og Lillehav, står en sten der blev rejst i 1925 til minde om Genforeningen i 1920.

### Augustenborg Kommune
Augustenborg fik status som flække i 1764 og benyttede den i 1920'erne til at træde ud af amtskommunen. I 1966 blev Augustenborg lagt sammen med Ketting Sogn og mistede dermed status som flække, men det begreb bortfaldt helt ved kommunalreformen i 1970. Her blev byen kommunesæde i Augustenborg Kommune, der var en almindelig kommune, bestående af Augustenborg, Ketting, Notmark Sogn og Asserballe Sogn. Augustenborg Kommune indgik ved kommunalreformen i 2007 i Sønderborg Kommune sammen med de andre 6 kommuner på Als og Sundeved.

## Kultur
Augustenborg har mange gamle huse med særprægede dørpartier og en del rokokohuse i sit bymiljø. Slotspræstegården fra 1776 på Palævej er et eksempel på rokokostilen.
I 2009 flyttede Danmarks største skulpturpark Augustiana til Augustenborg Slotspark ved Augustenborg Fjord. Siden har Augustenborg udviklet sig til en kunstnerby med mange tilbud til kunstinteresserede og ikke mindst de udøvende kunstnere. Byen er hjemsted for Kunstværket, som er åbne kunstnerværksteder i byens gamle rådhus, hvor der arbejder cirka 50 kunstnere. Kunstpunkt, der startede i december 2010 med 30 medlemmer, er en kunstnersammenslutning og et udstillingsted for nu 200 kunstnere og kunsthåndværkere, som holder til i det gamle posthus. I foråret 2014 blev det gamle rådhus desuden hjemsted for Sønderborg Hattelaug, der driver et hattemuseum i den del af bygningen, der i 1780 blev indrettet som skolehus.
I forbindelse med Augustenborg Slot er der et større parkanlæg, der bruges som rekreativt område af byens indbyggere. Her afholder "Kultur i Syd" flere sommerkoncerter hvert år, fx har Mark Knopfler, Luciano Pavarotti og Eric Clapton optrådt.

## Seværdigheder
Foruden de mange gamle huse fra hertugtiden rummer Augustenborg mange andre seværdigheder, fx Jægerpladsen, hvor der står en fredseg, som tyskerne plantede i 1871. I slotsparken står H.C. Andersens Lind, der vidner om den tid, hvor eventyrdigteren gæstede hoffet i Augustenborg.
I parken kan desuden nævnes De Tre Edsege, Mammuttræet og Ishøjen. Parken indeholder det største akacietræ i Sønderjylland (ved kirken), Gråsten-æbletræer, vingevalnød, vandgran, platantræer og skyrækker. Gennem parken og skoven løber Augustenborgstien langs fjorden ud til Mjang Dam, som er et 88 hektar stort mose- og søområde, der i Vikingetiden var en del af fjorden.
I den sydvestlige del af Augustenborg Skov er der en lille strand med badehuse og en badebro. I skoven findes desuden tre lindealléer som forbinder slottet og parken med skoven. Den midterste allé er en del af den 1½ km lange symmetriakse, som løber fra Slotsallé gennem slotskomplekset og parken og helt ud til fjorden for enden af alléen.

## Galleri
- Udsigt over byen
- Lillehav set fra dæmningen
- Slusen i dæmningen mellem fjorden og Lillehav
- Lillehavstien
- Kirkegården
- Augustenborg Skole
- Augustenborghallerne
- Ridehallerne
- Det gamle asyl, der bl.a. rummer lokalarkivet
- Egnsmuseet i haven bag Det gamle asyl
- Fjordhotellet
- Augustenborg Yachthavns Travelift